# سلسلة إس (عائلة الصواريخ)
سلسلة إس (بالإنجليزية: S-Series) عبارة عن أسطول من الصواريخ التجريبية الممولة من قبل وكالة استكشاف الفضاء اليابانية (JAXA) والتي في الخدمة منذ أواخر الستينيات. تم تصنيعها بواسطة شركة IHI Aerospace ويتم تشغيلها بواسطة معهد علوم الفضاء والملاحة الفضائية (ISAS). تسمية صواريخ السلسلة S هي أن عدد "S" يشير إلى عدد المراحل، والرقم التالي يوضح قطر المركبة بالملليمتر. على سبيل المثال، صاروخ S-310 هو صاروخ أحادي المرحلة يبلغ قطره 310 مم.
في 14 يناير 2017م، حاول الصاروخ SS-520-4 (صاروخ تجريبي معدّل) أن يصبح أخف وأصغر مركبة إطلاق لإرسال حمولة إلى المدار،  ولكن، فشل الصاروخ في الوصول إلى المدار.  وتم إجراء محاولة ثانية في 3 فبراير 2018. هذه المرة، وصل الصاروخ إلى مداره ونشر بنجاح TRICOM-1R (Tasuki)، وهو قمر صناعي مكعب صغير.  كان إطلاقه في عام 2018م هو أصغر صاروخ مداري من حيث الكتلة والارتفاع. 

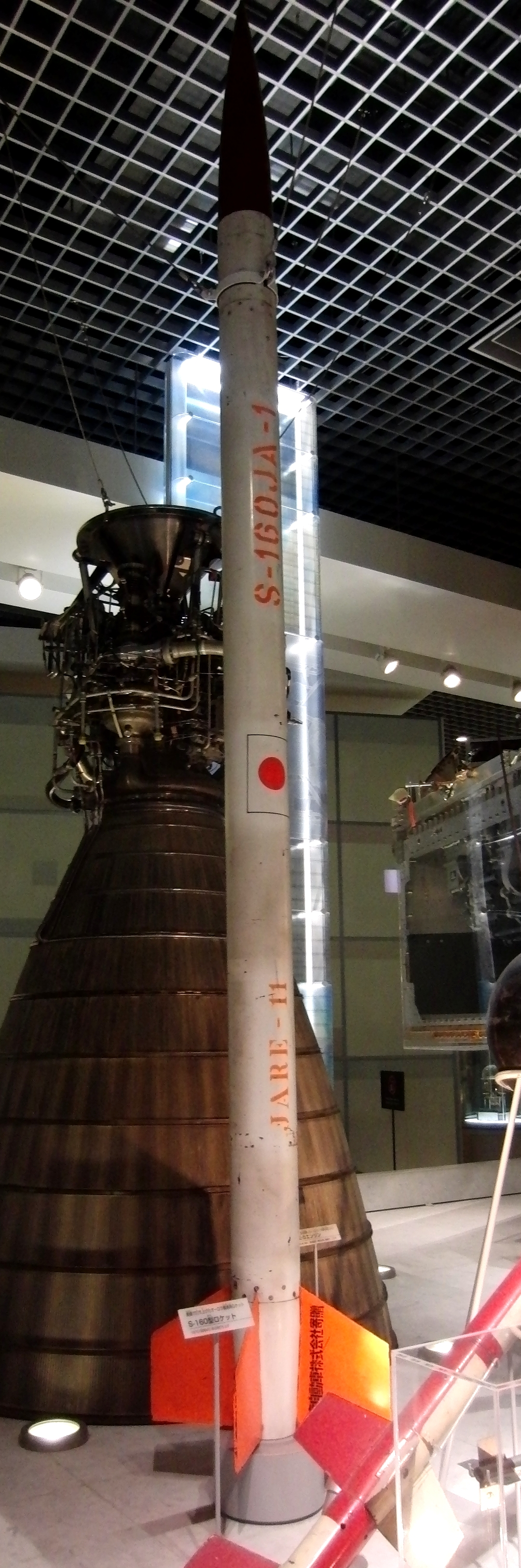
صاروخ إس-160 (S-160JA-1). معروضة في المتحف الوطني للطبيعة والعلوم ، طوكيو.

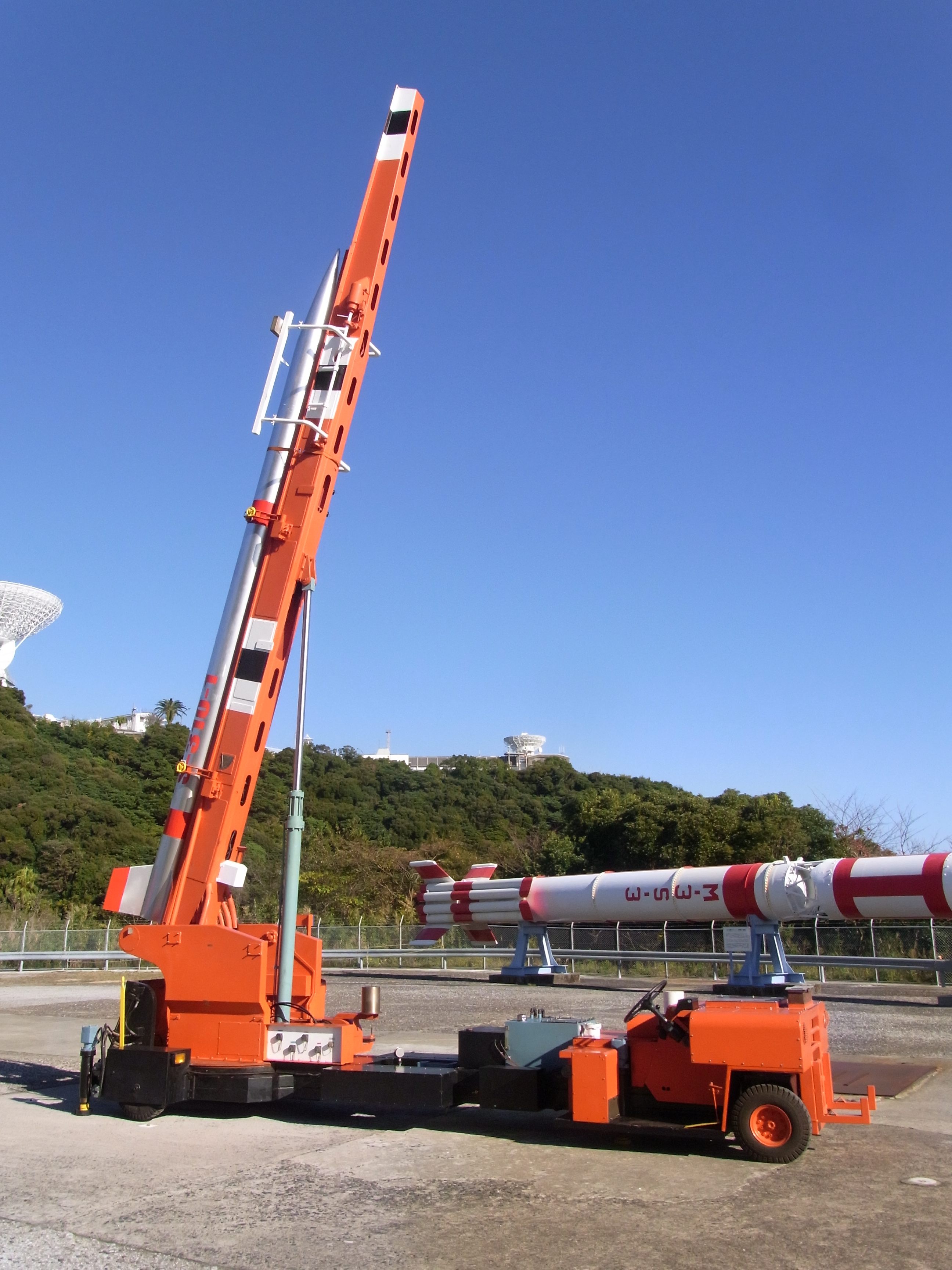
نموذج بالحجم الطبيعي للصاروخ إس-310 رقم 1 مثبتًا على منصة الإطلاق. (مركز أوشينورا الفضائي التابع لوكالة استكشاف الفضاء اليابانية/مركز إيساس في كانساس)

| نموذج     | الكتلة الاجمالية     | ارتفاع             | القطر             | أوج              |
| --------- | -------------------- | ------------------ | ----------------- | ---------------- |
| س-210     | 300 كـغ (660 رطل)    | 5.20 م (17.1 قدم)  | 0.21 م (0.69 قدم) | 110 كـم (68 ميل) |
| س-310     | 700 كجم (1,540 رطل)  | 6.80 م (22.30 قدم) | 0.31 م (1.01 قدم) | 190 كم (110 مي)  |
| س-520     | 2,300 كجم (5000 رطل) | 9.00 م (29.50 قدم) | 0.52 م (1.70 قدم) | 430 كم (260 مي)  |
| إس إس-520 | 2,600 كجم (5700 رطل) | 9.70 م (31.80 قدم) | 0.52 م (1.70 قدم) | 1000 كم (600 مي) |